# Nuria Bermúdez
Nuria Bermúdez Antona (Madrid, 12 de enero de 1980) es una modelo, agente FIFA y personaje mediático español. Consiguió fama por airear su vida sentimental en el late show de Telecinco Crónicas marcianas y por aparecer en múltiples ocasiones en diferentes revistas y en televisión. Es también la exmujer y representante del futbolista de la selección nacional Dani Güiza, con el que tuvo un hijo en 2007.

## Inicios
De padre militar y madre enfermera, Bermúdez empezó su carrera en el mundo del espectáculo a los 11 años, cuando apareció en programa de televisión de Teresa Rabal, La Guardería, de Antena 3. A los 19 años, se convirtió en una habitual de las discotecas de moda de Madrid, y pronto empezó a codearse con la farándula madrileña, siendo su primera relación sentimental conocida con el ex guardia civil, Antonio David Flores, en aquella época recién separado de la hija de Rocío Jurado. Sus explícitas declaraciones sobre esta relación que mantuvo con Antonio David Flores, le abrieron las puertas a numerosos programas del corazón, en particular Crónicas marcianas.

## Vida profesional
Ha formado parte de la plantilla de Crónicas marcianas que emitió Telecinco durante más de 9 años, con una gran audiencia; así como contertulia en otros muchos programas de la misma cadena como A tu lado, o de la competencia, Antena 3, como ¿Dónde estás corazón?. Habitual de la prensa del corazón durante el año 2000, marca una retirada a partir de 2006, cuando en el programa A tu lado, el futbolista de primera división Dani Güiza, consolida con ella su relación apareciendo en plató con un ramo de flores.
Gracias a su relación dentro del mundo del fútbol, Nuria Bermúdez estuvo muy vinculada con nombres como Roberto Carlos, David Beckham o Cristiano Ronaldo con quien tuvo un romance entre 2004 y 2006, como se puede leer en el libro sobre la vida del jugador Historia de una ambición sin límites. 
Nuria Bermúdez se desmarca de la prensa del corazón, sorprendiendo a propios y extraños, abriendo la edición del informativo
en Telecinco, cuando aprueba con nota el examen de agente FIFA en marzo de 2006, trabajando desde ese día para la misma. En septiembre del 2006 su relación con Dani Güiza ya era un hecho y ella coge las riendas de su vida y de su profesión. Recibiendo halagos de sus entrenadores. Bernd Schuster, llegó a decir en rueda de prensa que: "Desde que conoció a Nuria, Dani Güiza entrena a su hora, duerme a su hora, y llega al entrenamiento sin parecer que hubiera dormido debajo de un puente".El 1 de diciembre de 2007 en la Policlínica Miramar de Palma de Mallorca, Nuria da a luz a su hijo Daniel González Bermúdez.
Su vida profesional avanza a la vez que la de su pareja, creciendo juntos y llegando a lo más alto de sus carreras. Mientras él se convertía en jugador nacional, pichichi, zarra, bota de plata ... Ella como agente suyo se convertía la primera mujer en negociar con un club turco (Fenerbahçe) en lo que supondría a su vez el fichaje del primer español en la historia de ese Club. La que fuera la mujer número 1 de su promoción, fue considerada el secreto de la carrera de su pareja, puesto que desde que ella entró en su vida, los cambios acontecidos fueron más que notables.
Cuando acabó la relación la carrera del jugador simplemente se estancó. Otro mérito que Bernd Schuster atribuye a Nuria Bermúdez fue el gran apoyo que encontró el futbolista en la gestión de su vida y su carrera. Cuando le preguntaron en Turquía, mientras era entrenador de Beskitas y Güiza jugador de Fenerbahçe, por el secreto del rendimiento profesional del jugador, el entrenador lo tuvo claro: “su secreto era Nuria”.

## Escarceos amorosos con futbolistas
Aficionada de toda la vida al Real Madrid, Bermúdez llegó a tener relación muy cercana con varios jugadores de la primera plantilla. Los tabloides ingleses, como el «Mirror», airearon ciertos nombres, que jamás llegó a confirmar la propia Nuria. Pero, llevar tatuado en la tripa el escudo del Real Madrid, hizo que se disparan multitud de historias.

## Trayectoria

### Programas de televisión
| Año       | Título             | Cadena    | Notas        |
| --------- | ------------------ | --------- | ------------ |
| 2003-2005 | Crónicas marcianas | Telecinco | Colaboradora |
| 2006      | A tu lado          | Telecinco | Colaboradora |
| 2009-2010 | DEC                | Antena 3  | Colaboradora |
| 2010      | La jaula           | Antena 3  | Colaboradora |

### Aparición en cine y series televisivas
| Año  | Título                                              | Personaje      | Notas                         |
| ---- | --------------------------------------------------- | -------------- | ----------------------------- |
| 1999 | Tío Willy                                           | Azafata        | TVE, 1 episodio               |
| 2004 | Plauto, recuerdo distorsionado de un tonto eventual | María la Fácil | Largometraje; papel principal |
| 2005 | Aquí no hay quien viva                              | Nuria Bermúdez | Antena 3, 1 episodio          |